# Mehmet Ali Ağca
Mehmet Ali Ağca (født 9. januar 1958) er en tyrkisk nationalist, som skød Pave Johannes Paul 2. udenfor Peterskirken i Rom den 13. maj 1981. Efter skudepisoden bad paven folk om at "...bede for min bror (Ağca), som jeg har tilgivet.". I 1983 mødtes Paven og Ağca og havde en privat samtale i det italienske fængsel, hvor Ağca var indsat.
Som ung var Ağca småkriminel og medlem af gadebander i sin hjemby. Han blev senere smugler i den indbringende handel mellem Tyrkiet og Bulgarien. Han tog senere til Syrien, hvor han modtog to måneders træning i våbenhåndtering og terroristtaktik. Han påstår, at dette blev finansieret af den bulgarske regering. Efter denne træning begyndte han at arbejde for de stærkt højreorienterede tyrkiske de Grå Ulve, som bulgarerne mente var en brugbar "destabiliseringsstyrke" i Tyrkiet. Ağca beskriver sig selv som en lejesoldat uden politisk orientering og som ville gøre hvad som helst, hvis han fik penge nok for det. I 1979 dræbte han, efter ordre fra de Grå Ulve, den venstreorienterede avisredaktør Abdi İpekçi i Istanbul. Han blev angivet af en informant og idømt fængsel på livstid. Han flygtede snart efter, med hjælp fra de Grå Ulve.
Ağca flygtede til Bulgarien. Han har senere forklaret at det bulgarske hemmelige politi henvendte sig til ham, da han var i Sofia. De tilbød ham 3.000.000 D-mark for at myrde Paven. Det formodes, at bulgarerne var instrueret af KGB, fordi paven støttede den polske fagbevægelse Solidarność (Solidaritet). Mange mener dog, at denne teori er yderst tvivlsom. Der er aldrig blevet fastslået et motiv.
Fra august 1980 begyndte Ağca at berejse Middelhavsregionen på kryds og tværs, alt imens han skiftede pas og identitet mange gange. Han kom til Rom den 10. maj 1981 med tog fra Milano.
Han påstår, at han i Rom mødtes med tre medskyldige, en tyrk og to bulgarere. Ifølge Ağca blev hele operationen koordineret af Zilo Vassilev, den bulgarske militærattaché i Rom.
Planen var, at Ağca og hans assisterende lejesoldat Oral Celik skulle skyde fra Peterspladsen og derefter detonere en bombe for at sprede panik og kaos, som kunne lade gruppen undslippe til den bulgarske ambassade. Den 13. maj satte de sig på pladsen og skrev postkort, mens de ventede på, at paven skulle ankomme. Da han kom forbi fyrede Ağca to skud mod paven, han blev dog efterfølgende tilbageholdt af omkringstående tilskuere og var ude af stand til at skyde eller flygte. Celik gik i panik og detonerede hverken bomben eller skød mod Paven, han forsvandt i stedet i folkemængden.
Oprindeligt påstod Ağca at være et medlem af PFLP, men de benægtede ethvert kendskab til ham.
Snart efter blev Sergei Antonov, en af bulgarerne, arresteret på grundlag af Ağcas vidneudsagn. Efter en tre år lang retssag blev han dog frifundet på grund af mangel på beviser. Ağcas udsagn viste sig ofte at være selvmodsigende og var nogle gange på grænsen til rent vrøvl, inklusiv en påstand om, at han var Jesus. Bulgarerne havde hele tiden insisteret på, at de var uskyldige og sagde, at Ağcas historie var et aftalt spil mellem anti-kommunister fra de Grå Ulve, det hemmelige italienske politi, og CIA.
Ağca blev idømt fængsel på livstid i Italien, men blev i juni 2000 benådet af præsident Carlo Azeglio Ciampi. Ağca blev sendt retur til Tyrkiet, hvor han blev sendt i fængsel for mordet på Abdi İpekçi.
Ağca er citeret for at sige: "for mig var Paven inkarnationen af alt, som er kapitalisme." På trods af en appel om tidlig løsladelse i november 2004, bekendtgjorde en tyrkisk domstol, at Ağca ikke ville kunne forlade fængslet før 2010. 12. januar 2006 blev han imidlertid prøveløsladt. Allerede 20. januar bestemte en tyrkisk domstol dog, at han igen skulle arresteres.
1. ↑  Navnet er anført på engelsk og stammer fra Wikidata hvor navnet endnu ikke findes på dansk.